# Muscourt
Muscourt est une commune française située dans le département de l'Aisne, en région Hauts-de-France.

## Géographie

### Description
- 1Carte dynamique
- 2Carte OpenStreetMap
- 3Carte topographique
- 4Carte avec les communes environnantes
- 5Entrée du village

Muscourt est située dans le département de l'Aisne, à vol d'oiseau à 24,6 km au sud-est de la préfecture de Laon. Elle se trouve à 116,2 km au nord-est de Paris.

### Communes limitrophes
La commune est limitrophe du département de la Marne et de cinq communes, Meurival (1,1 km), Maizy (2 km), Concevreux (3,4 km), Romain (3,9 km) et Les Septvallons (6,8 km).
| Maizy                                     |                | Concevreux |
| Les Septvallons (Cne deléguée de Glennes) | Muscourt       | Meurival   |
|                                           | Romain (Marne) |            |

### Hydrographie

#### Réseau hydrographique
La commune est située dans le bassin Seine-Normandie. Elle est drainée par le cours d'eau 01 du Château,.

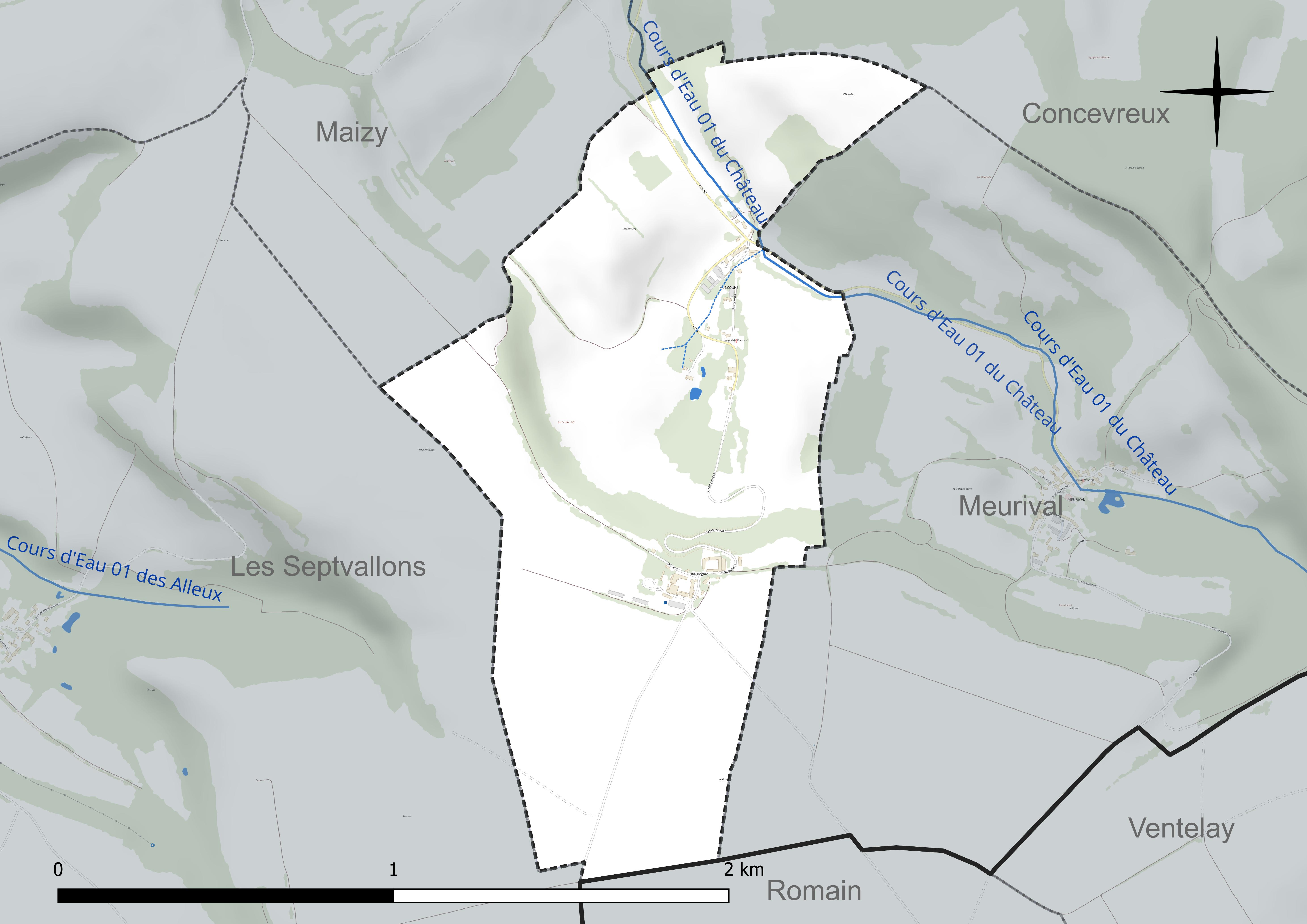
Réseau hydrographique de Muscourt.

#### Gestion et qualité des eaux
Le territoire communal est couvert par le schéma d'aménagement et de gestion des eaux (SAGE) « Aisne Vesle Suippe ». Ce document de planification, dont le territoire s'étend sur 3 096 km2 répartis sur trois départements (Aisne, Marne et Ardennes) et deux régions (Champagne-Ardenne et Picardie), a été approuvé le 16 décembre 2013. La structure porteuse de l'élaboration et de la mise en œuvre est le Syndicat d'aménagement des bassins Aisne Vesle Suippe (SIABAVES).
La qualité des cours d'eau peut être consultée sur un site spécial géré par les agences de l'eau et l'Agence française pour la biodiversité.

### Climat
Pour des articles plus généraux, voir Climat des Hauts-de-France et Climat de l'Aisne.
En 2010, le climat de la commune est de type climat océanique dégradé des plaines du Centre et du Nord, selon une étude du CNRS s'appuyant sur une série de données couvrant la période 1971-2000. En 2020, Météo-France publie une typologie des climats de la France métropolitaine dans laquelle la commune est exposée à un climat océanique altéré et est dans la région climatique Nord-est du bassin Parisien, caractérisée par un ensoleillement médiocre, une pluviométrie moyenne régulièrement répartie au cours de l'année et un hiver froid (3 °C).
Pour la période 1971-2000, la température annuelle moyenne est de 10,4 °C, avec une amplitude thermique annuelle de 15,9 °C. Le cumul annuel moyen de précipitations est de 730 mm, avec 12,7 jours de précipitations en janvier et 8,4 jours en juillet. Pour la période 1991-2020, la température moyenne annuelle observée sur la station météorologique la plus proche, située sur la commune de Martigny-Courpierre à 15 km à vol d'oiseau, est de 10,7 °C et le cumul annuel moyen de précipitations est de 734,4 mm,. Pour l'avenir, les paramètres climatiques de la commune estimés pour 2050 selon différents scénarios d'émission de gaz à effet de serre sont consultables sur un site spécial publié par Météo-France en novembre 2022.

## Urbanisme

### Typologie
Au 1er janvier 2024, Muscourt est catégorisée commune rurale à habitat très dispersé, selon la nouvelle grille communale de densité à 7 niveaux définie par l'Insee en 2022.
Elle est située hors unité urbaine. Par ailleurs la commune fait partie de l'aire d'attraction de Reims, dont elle est une commune de la couronne,. Cette aire, qui regroupe 294 communes, est catégorisée dans les aires de 200 000 à moins de 700 000 habitants,.

### Occupation des sols
L'occupation des sols de la commune, telle qu'elle ressort de la base de données européenne d'occupation biophysique des sols Corine Land Cover (CLC), est marquée par l'importance des territoires agricoles (83,4 % en 2018), une proportion identique à celle de 1990 (83,4 %). La répartition détaillée en 2018 est la suivante : 
terres arables (83,4 %), forêts (16,6 %).
L'évolution de l'occupation des sols de la commune et de ses infrastructures peut être observée sur les différentes représentations cartographiques du territoire : la carte de Cassini (XVIIIe siècle), la carte d'état-major (1820-1866) et les cartes ou photos aériennes de l'IGN pour la période actuelle (1950 à aujourd'hui).

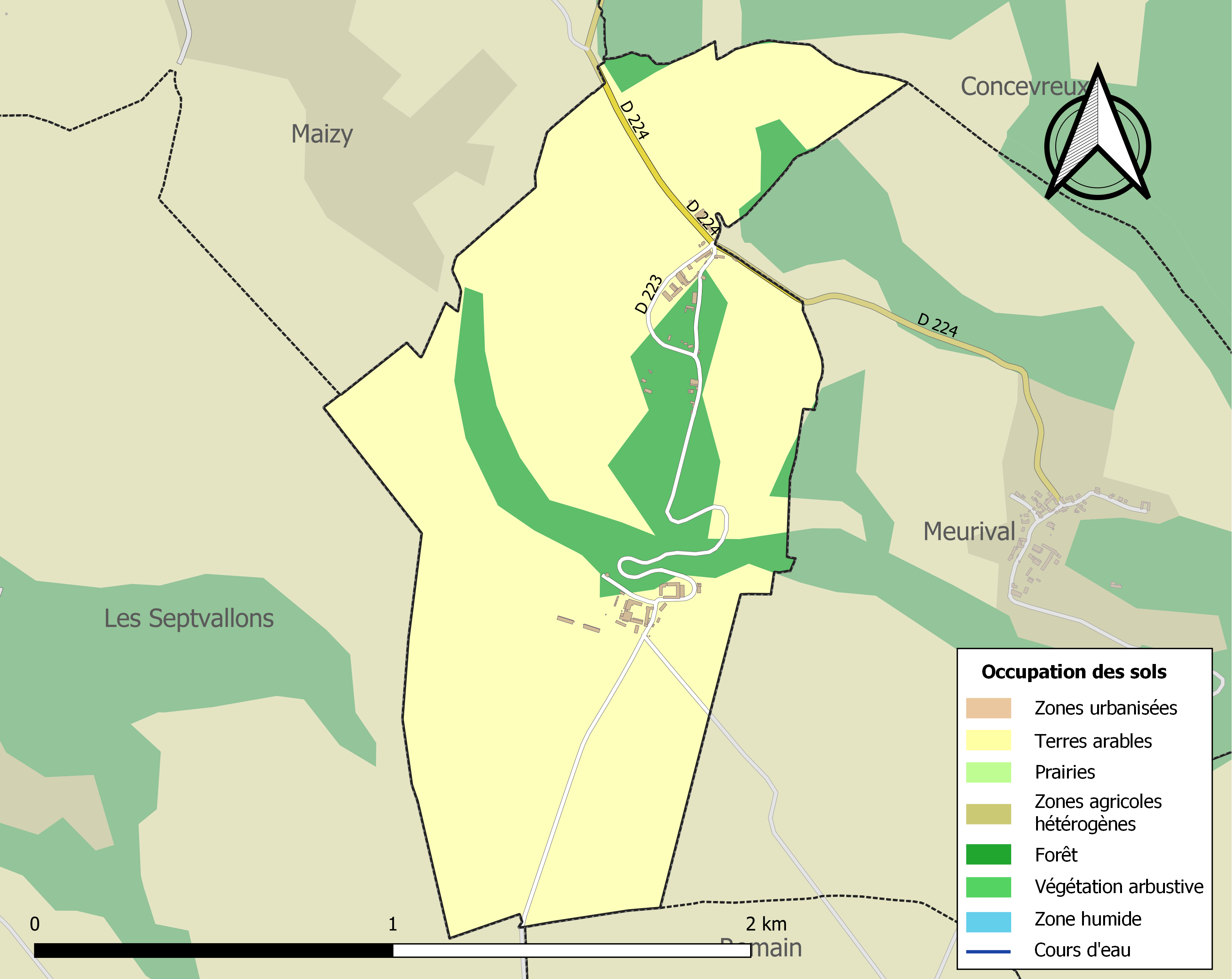
Carte de l'occupation des sols de la commune en 2018 (CLC).

### Habitat et logement
En 2014 et 2019, le nombre total de logements dans la commune était de 21, alors qu'il était de 20 en 2009, en totalité des résidences principales et des maisons individuelles.
Le tableau ci-dessous présente la typologie des logements à Muscourt en 2019 en comparaison avec celle de l'Aisne et de la France entière. Une caractéristique marquante du parc de logements est l'absence  résidences secondaires et de logements occasionnels. Concernant le statut d'occupation de ces logements, 47,6 % des habitants de la commune sont propriétaires de leur logement (52,4 % en 2014), contre 61,6 % pour l'Aisne et 57,5 pour la France entière.
| Typologie                                               | Muscourt | Aisne | France entière |
| ------------------------------------------------------- | -------- | ----- | -------------- |
| Résidences principales (en %)                           | 100      | 86,5  | 82,1           |
| Résidences secondaires et logements occasionnels (en %) | 0        | 3,5   | 9,7            |
| Logements vacants (en %)                                | 0        | 9,9   | 8,2            |

## Toponymie
Le nom de la localité est attesté sous les formes Mucecourt (1246) ; Mossecort (1251) ; Mussencourt (1260) ; Villa de Mucencourt (1265) ; Ville de Mucecourt-en-Loonnois (1284) ; Mussecourt (1405) ; Muscour (1729).

## Histoire
Des traces d'habitat protohistorique, gallo-romain et du Moyen Âge, sans que des fouilles aient été consacrées à ces sites.

## Politique et administration

### Découpage territorial
La commune de Muscourt est membre de la communauté de communes de la Champagne Picarde, un établissement public de coopération intercommunale (EPCI) à fiscalité propre créé le 22 décembre 1995 dont le siège est à Saint-Erme-Outre-et-Ramecourt. Ce dernier est par ailleurs membre d'autres groupements intercommunaux.
Sur le plan administratif, elle est rattachée à l'arrondissement de Laon, au département de l'Aisne et à la région Hauts-de-France. Sur le plan électoral, elle dépend du canton de Villeneuve-sur-Aisne pour l'élection des conseillers départementaux, depuis le redécoupage cantonal de 2014 entré en vigueur en 2015, et de la première circonscription de l'Aisne  pour les élections législatives, depuis le dernier découpage électoral de 2010.

### Administration municipale
Le nombre d'habitants de la commune étant inférieur à 100, le nombre de membres du conseil municipal est de 7.

#### Liste des maires
| Période                                  | Période                       | Identité              | Étiquette | Qualité     |
| ---------------------------------------- | ----------------------------- | --------------------- | --------- | ----------- |
| Les données manquantes sont à compléter. |                               |                       |           |             |
| avant 1995                               |                               | Robert Moreau         | DVD       |             |
| Les données manquantes sont à compléter. |                               |                       |           |             |
| mars 2001                                | mai 2020                      | Claude Sylvestre      | DVD       | Retraité    |
| mai 2020                                 | En cours (au 2 décembre 2021) | Olivier Verhoestraete |           | Agriculteur |

## Démographie
L'évolution du nombre d'habitants est connue à travers les recensements de la population effectués dans la commune depuis 1793. Pour les communes de moins de 10 000 habitants, une enquête de recensement portant sur toute la population est réalisée tous les cinq ans, les populations de référence des années intermédiaires étant quant à elles estimées par interpolation ou extrapolation. Pour la commune, le premier recensement exhaustif entrant dans le cadre du nouveau dispositif a été réalisé en 2008.

En 2022, la commune comptait 45 habitants, en évolution de −19,64 % par rapport à 2016 (Aisne : −1,97 %, France hors Mayotte : +2,11 %).
| 1793 | 1800 | 1806 | 1821 | 1831 | 1836 | 1841 | 1846 | 1851 |
| ---- | ---- | ---- | ---- | ---- | ---- | ---- | ---- | ---- |
| 82   | 73   | 92   | 82   | 84   | 71   | 71   | 71   | 69   |

| 1856 | 1861 | 1866 | 1872 | 1876 | 1881 | 1886 | 1891 | 1896 |
| ---- | ---- | ---- | ---- | ---- | ---- | ---- | ---- | ---- |
| 60   | 68   | 70   | 75   | 58   | 73   | 63   | 64   | 75   |

| 1901 | 1906 | 1911 | 1921 | 1926 | 1931 | 1936 | 1946 | 1954 |
| ---- | ---- | ---- | ---- | ---- | ---- | ---- | ---- | ---- |
| 77   | 86   | 67   | 61   | 59   | 60   | 59   | 73   | 91   |

| 1962 | 1968 | 1975 | 1982 | 1990 | 1999 | 2006 | 2008 | 2013 |
| ---- | ---- | ---- | ---- | ---- | ---- | ---- | ---- | ---- |
| 65   | 68   | 56   | 33   | 40   | 36   | 41   | 42   | 56   |

| 2018 | 2022 | - | - | - | - | - | - | - |
| ---- | ---- | - | - | - | - | - | - | - |
| 49   | 45   | - | - | - | - | - | - | - |

## Culture locale et patrimoine

### Lieux et monuments
La commune ne possède ni église, ni cimetière, ni école, ni un vrai centre. Le monument aux morts, qui se trouve à Maizy, est pour les deux communes.

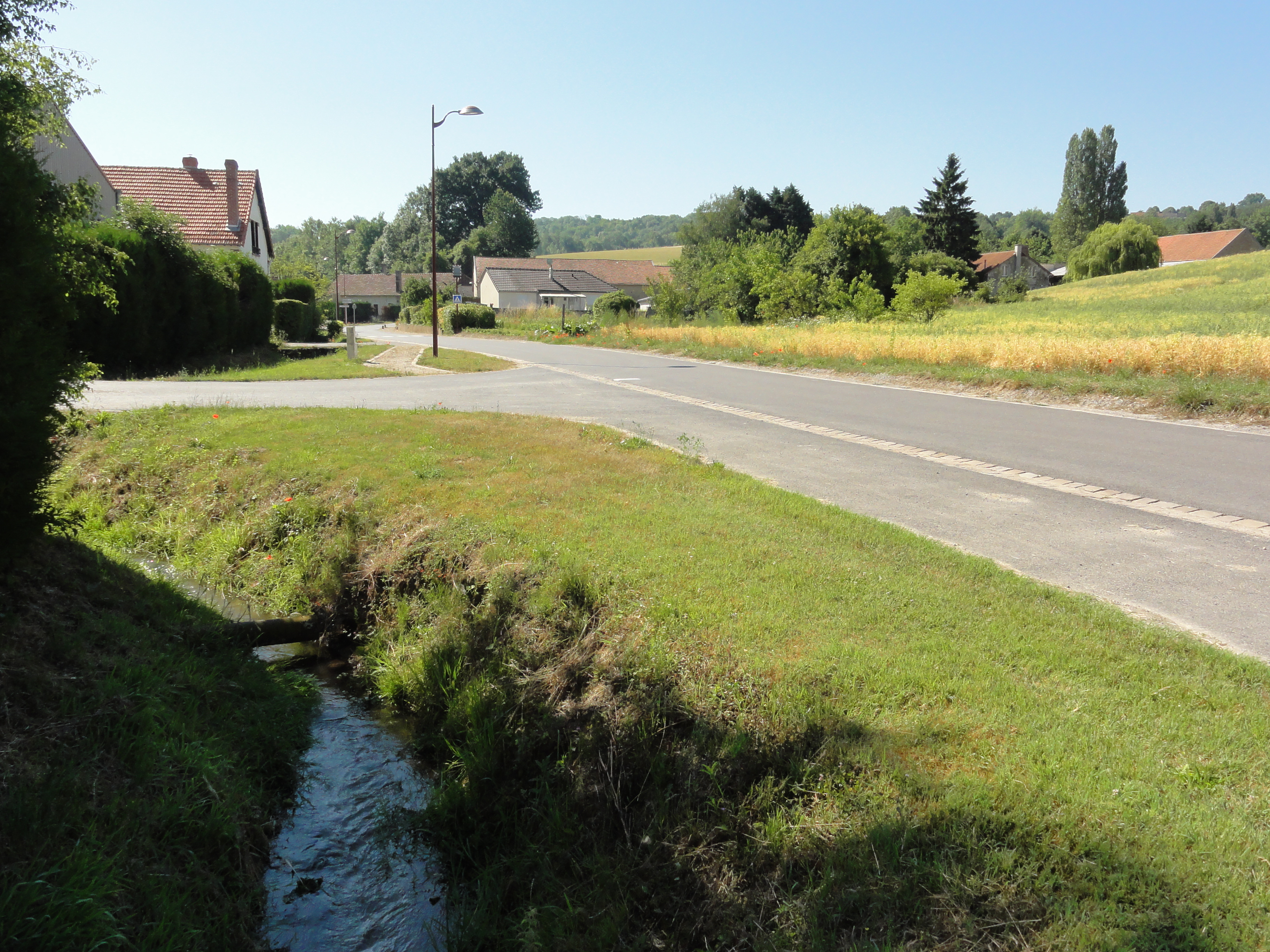
Le carrefour principal.
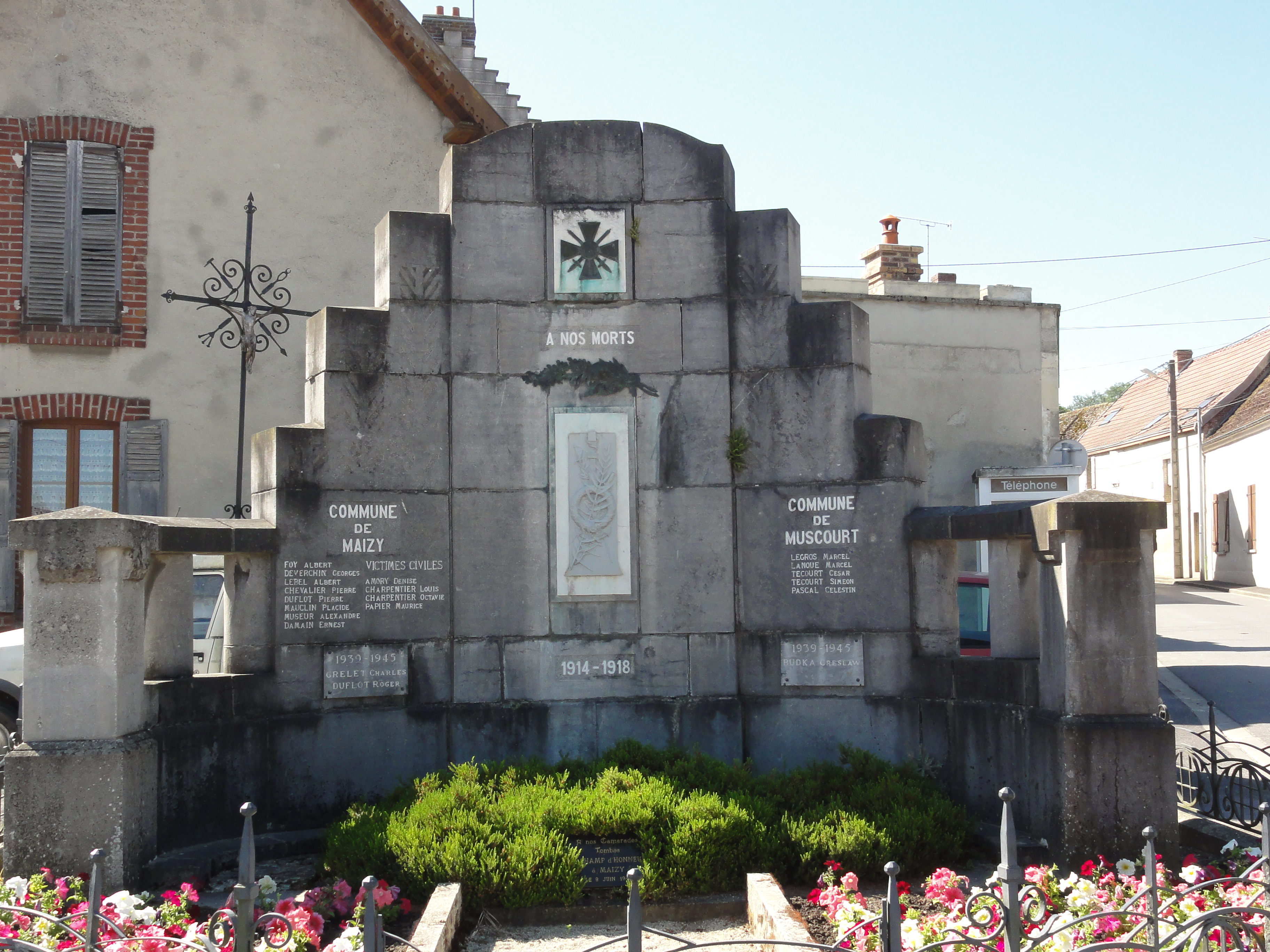
Le monument aux morts à Maizy.